# Oxyopes kusumae
Oxyopes kusumae är en spindelart som beskrevs av Gajbe 1999. Oxyopes kusumae ingår i släktet Oxyopes och familjen lospindlar. Inga underarter finns listade i Catalogue of Life.